# Ormenis despecta
Ormenis despecta är en insektsart som beskrevs av Melichar 1902. Ormenis despecta ingår i släktet Ormenis och familjen Flatidae. Inga underarter finns listade i Catalogue of Life.